# جاك (ون بيس)
جاك الجفاف هو أحد شخصيات انمي ومانغا ون بيس وهو عضو في قراصنة الوحش وأحد اذرع كايدو المعروفين بالكوارث، ولديه علاقات بالعالم السفلي والسوق السوداء، بسبب افعاله يعتبر جاك الخصم الرئيسي في حدث زو وأحد الخصوم الرئيسيين في ساغا الاباطرة الأربعة.
و قد ذكر أول مرة من قبل المشاهدين في السوق السوداء عند اختطاف العالم سيزار كلاون في حدث بانك هازارد.

## مظهره
جاك رجل ذو طول كبير جدا لدرجة هائلة حتى ان ملوك المينك إينوراشي ونيكوماموشي كانا صغيرين امامه، وأيضا لديه عضلات كبيرة جدا وبارزة، حتى اسلحة جاك تبدو صغيرة مقارنة بحجمه، ويرتدي قناع معندي على فكه (لكن عندما يكون بشكل الماموث فهو لا يرتديه), ولديه قرنان كبيران على رأسه، لديه شعر أشقر طويل بتسريحة ذيل الحصان وزوج من الضفائر الطويلة، ويرتدي معطفا داكنا بلا اكمام وبه فراء يشبه الخاص بكايدو ومفتوح الصدر، وأيضا لديه اشواك على كتفيه، ويرتدي بنطال لونه بني مع حزام يحمل شعار طاقم قراصنة الوحش

و عندما استخدم الغاز القاتل، ارتدى بزة واقية مع خوذة واقية على رأسه

و لديه عيون برتقالية ملتهبة بالدم، ولديه ثقبين في اذنه اليمنى، ولديه اسنان حادة تشبه اسنان هودي جونز، لكن عندما يكون بشكل الماموث تكون اسنانه مربعة.

## شخصيته
جاك يبدو من شكله أنه نصف برمائي ونصف إنسان وشخصيته عنيفة جدا وعصبية للغاية، وحيث كان أحد اتباعه خائفا من ردة فعل جاك حول اختطاف سيزار، وقد هدد بتدمير مدينة بأكملها إذا لم يحصل على مراده، وبالفعل حقق كلامه، قائلا انه خطأ المواطنين، تمتد قساوته إلى مهاجمة الأطفال وكبار السن وقتلهم، حتى انه قال بأنه يحب التدمير حتى لو لم تكن هناك فائدة من ذلك، ومن شاهدوا جاك قد صرحوا بالفعل بجنونه

و هو أيضا سادي للغاية ومستعد لتعذيب اعدائه حتى يصل إلى مراده، وهو بربري ومتوحش جدا لدرجة انه يستمتع بالقتل، ولا يتوقف عن التدمير إلا إذا كان هناك حاجة ملحة جدا، حيث أن قدمه لم تطأ مدينة إلا ودمرها، وعندما كان جاك ينوي قتل الفيل العملاق زونيشا كان ينوي فعل أي شيء لقتله بأسوء الطرق

و هو شخص عنيد جدا للغاية وغير عقلاني، وعندما اخبروه المينك بأن رايزو غير موجود رفض الاستماع وقال انها مشكلتهم انه غير موجود، وقد واصل رفضه حتى بعد أن عرض عليه إينوراشي البحث في الجزيرة بدون قتال، هذا وبالأضافة إلى ما قالوا له طاقمه بأن السفن التي تنقل دون كيهوتي دوفلامنجو لا يمكن ايقافها ولكنه تجاهل ما قالوه، وهو يرفض الاستماع إلى المنطق وأي نقاش حول المفواضات، وهو أيضا متهور جدا ومجنون حيث قرر مهاجمة اربع سفن بحرية قوية جدا من اجل إنقاذ دوفلامنجو

و هو لا يمانع بالقتال القذر من اجل تحقيق هدفه، كما قام باستخدام الغاز القاتل ضد المينك لإبادتهم فقط لأن صبره قد نفذ وليس لأنه في خطر، وهو أيضا استراتيجي قليلا حيث قرر استخدام أكثر الطرق فعايلة للنصر مثل قتل زونيشا الفيل الذي يحمل جزيرة زو على ظهره من اجل قتل الجميع، وقد تجنب مقاتلة المينك مرة أخرى، وجاك هو دقيق في المعركة حيث علم بأن المينك سيسترجعون قوتهم، وأيضا هو يعاقب اتباعه عندما يفشلون في مهمة، كما فعل عندما عذب شيبسهيد بوحشية لعدم عثوره على رايزو

جاك لا يبدو مكترثا للشهرة أو الفخر حيث أنه انزعج عندما تباهى به اتباعه وعن مكافأته، ولكنه أيضا يمتلك بعض الفخر حيث أنه غضب عندما رأى مقالة عن وفاته في الصحيفة

على الرغم من ان جاك لا يبدو مكترثا أو قلقا، إلا انه لا يزال يشعر بالخوف الحقيقي بالمواقف الكارثية، أو إذا أصبح عاجز، وعندما قذف زونيشا به وبأسطوله إلى السماء بدأ جاك بالخوف والتعرق وانتفخت عينيه من الذعر، أيضا بدا خائفا عندما استيقظ من كابوسه حيث تذكر هزيمته على يد فوجيتورا وبقية جنود البحرية.

## علاقاته

### الطاقم
بأعتباره أحد الكوارث الثلاثة في قراصنة الوحش، لدى جاك احترام وهيبة كبيرة عند اتباعه، ولم يتبين إذا كان جاك يحترم اتباعه، لكن بدا عليه الانزعاج عندما مدحه اتباعه، وقد يكون وضعهم غير مهم له في بعض الاحيان، فمثلا امرهم بقتال المينك الاقوياء مع انهم كانوا قادرين على الدخول بسلام، مع ذلك بدا اتباعه يحبون القتال وليس لديه اعتراض، عندما قرر جاك مهاجمة البحرية من اجل إنقاذ دوفلامنجو نصحوه اتباعه وحذروه من قوة البحرية لكنه تجاهلهم

و يبدو انهم فخورين بجاك وسمعته حيث انهم مدحوه امام المينك، لكن كان أحد اتباعه خائفا ما إذا علم جاك باختطاف سيزار أو لا

و يبدو انه يكره الفشل ويعاقب اتباعه بشدة إذا فشلوا كما فعل بشيبسهيد لأنه لم يجد رايزو، وكانت جينرومي خائفا جدا من معرفته حول قدوم قراصنة قبعة القش، وهو أيضا ساخر من طاقمه عندما يتفوهون بأمور غبية. 

### كايدو
جاك هو أحد الرجال الثلاثة الأيمن لكايدو، ويبدو ان لديه ثقة كبيرة عند كايدو، مع ذلك عندما فشل جاك في إنقاذ دوفلامنجو، بدا كايدو غاضبا على فقدان فواكه السمايل ولم يكترث لجاك.

### حلفاء

#### دون كيهوتي دوفلامنجو
جاك لديه علاقات مع جوكر السوق السوداء دوفلامنجو، وقد حاول إنقاذ دوفلامنجو مع ان قوات البحرية التي تنقله للسجن كانت قوية جدا، وأيضا حين سمع كايدو بخبر هزيمة دوفلامنجو ترك زو قبل تدميرها تماما.

### الاعداء

#### قبيلة المينك
كان جاك السبب في تعذيب الكثير من المينك، وقد سبب الإذا للملكان، وقد أصبح مكروها جدا عند المينك، حتى بيكومس أحد قراصنة اليونكو بيغ مام أصبح يكرهه لما فعله في وطنه

و بعد أن فشل في إنقاذ دوفلامنجو عاد ال ى المينك وقرر قتل زونيشا الذي يحمل جزيرتهم.

#### رايزو
بسبب علاقة رايزو بإودين كان كايدو يريده، لذلك ارسل جاك من اجل ان يحضره له وقد دمر جاك المينك من اجل هذه المهمة.

#### زونيشا
بعد أن عاد جاك إلى المينك قرر قتل الفيل زونيشا الذي يحملهم، وقد هاجمه بالفعل وقد عزم الفيل على حماية المينك وبعد أن تلقى الأمر من مومونوشكي قام بتدمير جاك واسطوله.

## قدراته وقوته
بصفته أحد كوارث اليونكو كايدو جاك لديه سلطة على كل من له رتبة اقل منه، وقد اكتسب سمعة ان أي مدينة يدخلها يدمرها مثل الجفاف، وقد وضعت حكومة العالم مكافأة على رأسه قدرها 1.000.000.000بيلي، وهذا يدل على خطورته 

و قد تمكن من تدمير اثنين من سفن البحرية التي كانت تنقل دوفلامنجو، على رغم من هزيمته على يد الادميرال فوجيتورا بوجود نائبة الادميرال تسورو وادميرال الاسطول السابق سينجوكو ونواب الادميرال ماينارد وباستل، لكنه تمكن من البقاء على قيد الحياة.

### القدرات البدنية
يمتلك جاك قدرة بدنية هائلة وكبيرة جدا وقوة تحمل خارقة حيث قاتل ملوك المينك الاقوياء لمدة خمسة أيام ليل نهار بدون راحة، وفي نفس الوقت تناوب ملوك المينك كل اثني عشر ساعة على القتال، على الرغم من تفوق المينك في النهاية لكنهم لم يهزموا جاك، رغم كونه مستخدم فاكهة شيطان، إلا انه كان قادرا على التحمل تحت الماء لمدة أطول من باقي مستخدمي فواكه الشيطان.

### فاكهة الشيطان
اكل جاك من فاكهة زو زو نومي والتي هي من نوع زون القديمة تمكن من التحول إلى ماموث عملاق وهي تزيد من حجمه وقوته، وقد تمكن من تدمير المدينة بضربة بسيطة منه.

### أسلحته
جاك يستخدم مناجل طويلة جدا وحادة أثناء القتال، وهي مناجل قوية جدا تمكن من قتال الملكان بواستطهما

و قد استخدم الغاز القاتل (كورو) الذي صنعه سيزار كلاون من اجل قتل المينك.

## تاريخه

### الماضي
قبل سبعة عشر يوما من وصول قراصنة قبعة القش ولاو إلى زو، اقتحم جاك زو وامرهم بتسليم النينجا رايزو، لكنهم اخبروه بأنهم لا يعرفونه وقام بتدمير جزء من المدينة وعندما استمر المينك بنكر أي صلة برايزو، أمر اتباعه بقتلهم وتدمير المدينة، ورغم ان مونجي حذره من قوة المينك وانهم مولودوا للقتال لم يكترث وهاجمهم فورا

و عندما بدأ اتباعه بقتال المينك وصل إينوراشي وقال لجاك بأنه يسمح له بالبحث عن رايزو إذا توقف عن التدمير، لكن جاك رفض وهاجم إينوراشي لكن إينوراشي تصدى له ثم بدأ قتال عنيف استمر حتى الساعة ال6:00 عصرا غادر بعدها اينوراشي واتباعه، ليصل نيكوماموشي واتباعه الذي يشبهون عصابات المافيا والياكوزا وامسك نيكوماموشي بخرطوم جاك ورما به ارضا، مما دفع جاك إلى التحول إلى شكله البشري

و استمر قتال جاك ضد المينك خمسة أيام ليلا ونهارا حيث أن المينك كانوا يتنابون عليه وكانت السفن تأتي بالدعم إلى جاك، وفي النهاية كان تفوق بسيط للمينك على قوات جاك، لكنهم لم يهزموا جاك نفسه، استخدم جاك في النهاية الغاز القاتل كورو وقام بتسميم المينك وشلهم وقد عذبهم بوحشية شديدة لدرجة انه قطع ساق إينوراشي ويد نيكوماموشي، واستمر في التعذيب حتى سمع بخبر هزيمة دوفلامنجو، وقد غادر ترك بعض اتباعه في زو.

### حدث دريسروزا
و بعد بضعة أيام قرر جاك مهاجمة سفن البحرية التي تنقل دوفلامنجو إلى سجن الامبل داون، وقد حذروه اتباعه من قوة البحرية إلا انه لم يكترث.

### حدث زو
و بعد الهجوم على السفن التي تنقل دوفلامنجو تمكن من إسقاط اثنين منها، لكنه تعرض لهزيمة من فوجيتورا، ونشرت في الصحيفة اخبار عن موته

و على عكس الاخبار تبين بأنه لا يزال حي، ولكنه كان مصاب لذلك أخذ استراحة قبل مهاجمة المينك، وأثناء استراحته قرأ الصحيفة التي تدل على موته وقد مزقها

و بعد أن عاد شيبسهيد من زو غضب جاك لفشله وقام بتعذيبه بوحشية وعلقه رأسا على عقب، وبعدها أمر بالهجوم على الفيل العملاق زونيشا

بدأ جاك وطاقمه بالهجوم على زونيشا وقد هاجموا ساقه بالمدافع وسببوا له جروح عديدة، وبعد أن أمر مومونوسكي الفيل زونيشا بابعاد جاك تحرك الفيل وقام بقذف جاك واسطوله عاليا في السماء وقد بدا على جاك الخوف ومن ثم قام الفيل بضربهم بخرطومه العملاق بضربة قوية جدا دمرت جاك واسطوله واطاحت بهم جميعا

غرق طاقم جاك وغرق جاك أيضا في البحر، لكنه صحى فجأة تحت الماء وكان جامد لا يستطيع الحركة كون مستخدم فاكهة شيطان وانتظر أحد ليخرجه.

## معاركه
- قراصنة الوحش ضد قبيلة المينك وتتضمن
- جاك ضد شيشيليان
- جاك ضد إينوراشي (عدة مرات)
- جاك ضد نيكوماموشي (عدة مرات)

النتيجة: فوز قراصنة الوحش بالغاز القاتل
- بعض قراصنة جاك وجاك ضد فوجيتورا وقوات البحرية

النتيجة: فوز فوجيتورا والبحرية
- قراصنة الوحش ضد زونيشا

النتيجة: فوز زونيشا بضربة واحدة

## هوامش
- بالأضافة إلى اتباعه شيبسهيد وجينرومي، اسم جاك يشير إلى لعبة الورق «فلابجاك» وهي سمة مشتركة مع اسم جوكر (لقب دوفلامنجو).
- جاك يشارك اسمه مع القرصان الحقيقي سيئ السمعة «كالينكو جاك راكهام» في أوائل ال1700.
- جاك هو أول خصم الرئيسي والوحيد الذي لم يتفاع مع لوفي أو أحد قراصنة قبعة القش.

تصينف:شخصيات أنمي ومانغا ذكور